# The Original Bad Company Anthology
The Original Bad Company Anthology é a segunda coletânea musical da banda Bad Company, lançada a 23 de Março de 1999.
É um álbum duplo com todos os grandes êxitos da banda desde 1973, que inclui quatro novas faixas e seis b-sides.

## Faixas

### Disco 1
1. "Can't Get Enough" (Mick Ralphs)
2. "Rock Steady" (Paul Rodgers)
3. "Ready For Love" (Mick Ralphs)
4. "Bad Company" (Paul Rodgers, Simon Kirke)
5. "Movin' On" (Mick Ralphs)
6. "Seagull" (Paul Rodgers, Mick Ralphs)
7. "Superstar Woman" (Paul Rodgers)
8. "Little Miss Fortune" (Paul Rodgers), b-side do single "Can't Get Enough" (1974)
9. "Good Lovin' Gone Bad" (Mick Ralphs)
10. "Feel Like Makin' Love" (Paul Rodgers, Mick Ralphs)
11. "Shooting Star" (Paul Rodgers)
12. "Deal With The Preacher" (Paul Rodgers, Mick Ralphs)
13. "Wild Fire Woman" (Paul Rodgers, Mick Ralphs)
14. "Easy On My Soul" (Paul Rodgers), b-side do single "Movin' On" (1974)
15. "Whisky Bottle" (Paul Rodgers, Mick Ralphs), b-side do single "Good Lovin' Gone Bad" (1975)

### Disco 2
1. "Honey Child" (Paul Rodgers, Mick Ralphs, Simon Kirke, Boz Burrell)
2. "Run With the Pack" (Paul Rodgers)
3. "Silver, Blue and Gold" (Paul Rodgers)
4. "Do Right By Your Woman" (Paul Rodgers)
5. "Burnin' Sky" (Paul Rodgers)
6. "Heartbeat" (Paul Rodgers)
7. "Too Bad" (Mick Ralphs)
8. "Smokin' 45" (Peter Sinfield, Boz Burrell, Tim Hinckley)
9. "Rock 'N' Roll Fantasy" (Paul Rodgers)
10. "Evil Wind" (Paul Rodgers)
11. "Oh, Atlanta" (Mick Ralphs)
12. "Rhythm Machine" (Boz Burrell)
13. "Untie the Knot" (Paul Rodgers)
14. "Downhill Ryder" (Paul Rodgers)
15. "Tracking Down a Runaway" (Paul Rodgers) (Faixa nova)
16. "Ain't It Good" (Mick Ralphs) (Faixa nova)
17. "Hammer of Love" (Paul Rodgers, Cynthia Kereluk) (Faixa nova)
18. "Hey, Hey" (Mick Ralphs) (Faixa nova)

Notas
Disco 1
- Faixas 1 - 6: Bad Company
- Faixas 9 - 13: Straight Shooter

Disco 2
- Faixas 1 - 4: Run with the Pack
- Faixas 5 - 7: Burnin' Sky
- Faixas 9 - 12: Desolation Angels
- Faixas 13 e 14: Rough Diamonds